# Blizzard de Saint-Gabriel
Die Blizzard de Saint-Gabriel (englisch St. Gabriel Blizzard) waren eine kanadische Eishockeymannschaft aus Saint-Gabriel, Québec. Das Team spielte von 1996 bis 1998 in der Québec Semi-Pro Hockey League.

## Geschichte
Die Blizzard de Saint-Gabriel wurden 1996 als Franchise der Québec Semi-Pro Hockey League gegründet. In dieser waren sie eines von 13 Gründungsmitgliedern. In den beiden Jahren ihres Bestehens schlossen sie ihre Division in der regulären Saison jeweils auf dem ersten Platz ab. In den anschließenden Playoffs um die Coupe Futura setzten sie sich in der Saison 1996/97 durch und waren der erste Titelträger der neuen Liga.
Im Anschluss an die Saison 1997/98, wurde das Franchise nach Joliette umgesiedelt, wo es anschließend unter dem Namen Blizzard de Joliette (später Mission de Joliette) am Spielbetrieb der Québec Semi-Pro Hockey League teilnahm.

## Team-Rekorde

### Karriererekorde
Spiele: 73  Gilbert Capela
Tore: 75  Denis Paul
Assists: 105  Denis Paul
Punkte: 180  Denis Paul
Strafminuten: 659  Richard Fafard